# Teresa de Alonso
Teresa de Alonso fue una religiosa española.

## Biografía
Nació en Plasencia en 1380. La «vida recogida y educación mística» que, según Díaz y Pérez le correspondían, le llevaron a retirarse al convento de San Ildefonso. Tal y como aparece recogido en Las siete centuras, un libro escrito por Alejandro Matías Gil, fue una de las beatas que había fundado el edificio en 1412; después se habían convertido en comunidad en 1417, bajo la regla de San Francisco. Alonso fue abadesa y, además, la primera rectora.
Falleció en 1449.